# Conspiration des prisons
Conspiration des prisons ("fängelsekonspirationerna") var en policy i Frankrike under skräckväldet, enligt vilken välfärdsutskottet väckte fabricerade åtal om konspiration mot personer som satts i fängelse under lagen om Loi des suspects.
Efter införandet av Loi des suspects 1793 fylldes Frankrikes fängelser av politiska fångar. När Loi de Prairial infördes i juni 1794 förenklades processen för arresteringar, åtal och avrättning ytterligare. Efter införandet av Loi de Prairial lanserades Conspiration des prisons som en policy för att ytterligare förenkla förfarandet: genom att anklaga fångar för att ha iscensatt kontrarevolutionära konspirationer i fängelset, kunde ett stort antal fångar åtalas, dömas och avrättas tillsammans. Policy användes som en metod att tömma fängelserna. Två månader efter införandet av denna policy föll dock skräckväldet. 